# Stephan Kunzelmann
Stephan Kunzelmann (Hannover, Alemania, 22 de noviembre de 1978) es un nadador retirado especializado en pruebas de estilo libre. Fue campeón de Europa en la prueba de 4x100 metros libres en el Campeonato Europeo de Natación de 2002.
Representó a Alemania en los Juegos Olímpicos de Sídney 2000 y Atenas 2004.

## Palmarés internacional
| Campeonato Mundial de Natación en Piscina Corta | Campeonato Mundial de Natación en Piscina Corta | Campeonato Mundial de Natación en Piscina Corta | Campeonato Mundial de Natación en Piscina Corta |
| Año                                             | Lugar                                           | Medalla                                         | Prueba                                          |
| ----------------------------------------------- | ----------------------------------------------- | ----------------------------------------------- | ----------------------------------------------- |
| 2000                                            | Atenas (Grecia)                                 | Medalla de bronce                               | 4 × 100 m libre                                 |
| Campeonato Europeo de Natación                  |                                                 |                                                 |                                                 |
| Año                                             | Lugar                                           | Medalla                                         | Prueba                                          |
| 2000                                            | Helsinki (Finlandia)                            | Medalla de plata                                | 4 × 100 m libres                                |
| 2002                                            | Berlín (Alemania)                               | Medalla de oro                                  | 4 × 100 m libres                                |
| Campeonato Europeo de Natación en Piscina Corta |                                                 |                                                 |                                                 |
| Año                                             | Lugar                                           | Medalla                                         | Prueba                                          |
| 2000                                            | Valencia (España)                               | Medalla de plata                                | 4 × 50 m libres                                 |